# نجم البحر الهش
نجم البحر الهش (بالإنجليزية: Brittle star)‏ أو أيضا نجم البحر الثعباني، هو واحد من الكائنات البحرية اللافقرية التي تنتمي إلى شعبة شوكيات الجلد (شوكيات الجلد الهائمة). تعتمد نجوم البحر الهشة في تنقلاتاه عبر قاع البحر على أذرعها السوطية الخمسة الرقيقة والمرنة، لإيجاد واقتناص طعامها الذي يتكون بشكل رئيسي من الرخويات الصغيرة والحلقيات.
هناك اليوم أكثر من 2000 نوع من نجوم البحر الهشة،  يعيش أكثر من 1200 نوع من تلك الأنواع في المياه العميقة التي يزيد عمقها عن 200 متر.

## المواصفات المورفولوجية والتشريحية
نجوم البحر الهشة هي واحدة من خمسة أصناف لشوكيات الجلد، التي تتميز بجسم مركزي على شكل قرص منبسط، ومتصل بخمسة أذرع (في بعض الأحيان ستة أذرع، ونادرا ما تكون أكثر من ذلك ) رقيقة ومرنة، مستقلة تماما عن الجسم  كما لو أنها مفصلية.

### الأذرع
أذرع نجم البحر الهش هي نحيلة، بقطع دائري وطويلة جدا بالنسبة لجسم النجم، ويمكنها أداء حركات متموجة وسريعة. يتكون محورها أساسا من عدد كبير من الأقراص الكلسية الصغيرة التي تدعى فقرات، مفصلية فيما بينها وتحدها أربطة وعضلات مرنة. تغطى هذه الأذرع طبقة من الحراشف وغالبا ما تحمل أشواكا، تستعمل لأغراض دفاعية ولمسية وأحيانا لإمساك الفرائس  ؛ كما أنها مزودة بأقدام أنبوبية لاصقة بدائية خالية من أقراص الارتباط، والتي لا تستخدم للتنقل، ولكن لها أدوار في الإمساك والتنفس والتحسس (بصفة خاصة كحاسة للشم  )، لكن هذه الأخيرة لا تكون مرتبة بداخل مزراب قدمي، على عكس نجوم البحر. تمتلك العديد من الأنواع المشابهة أذرع مدببة، مدمجة بالصفائح الجانبية في صفوف طولية. لكن هذه تكون مفصلية ومجهزة بعضلات قوية، ويقتصر دورها على الدفاع بشكل خاص، ولا تشارك مباشرة في عملية الحركة.

### القرص المركزي
يتكون القرص المركزي في البداية من لوحة ظهرية مركزية محاطة بخمس لوحات شعاعية أخرى، تنضاف بينهما لوحات أخرى بالموازاة مع نمو الكائن. عند نقاط اتكاز للأذرع، يمكن إيجاد لوحات معينة على شكل أزواج تسمى «دروعا». كل الأحشاء المركزية متواجدة في الجسم الشبيه بالقرص. كما هو الشأن عند معظم نجوم البحر الأخرى، فإن أذرع نجم البحر الهش لا تحتوي أي غدة حيوية، الشئ الذي يسمح لهم بالتخلي عنها في حالة التهديد (يمكنها النمو مرة أخرى). من جهة أخرى وعلى الجانب الوجهي للكائن تتمركز فتحة المصفاة (بالإنجليزية: madreporite)‏ ، التي تستخدم في عملية تصفية المياه في النظام الوعائي المائي الذي تتميز به شوكيات الجلد.

### الجهاز الهضمي
يبدأ الجهاز الهضمي لنجم البحر الهش من فم يقع في منتصف الجانب البطني للكائن، محمي بخمس فكوك بين شعاعية مثلثة ومسننة  ؛ متصل بمعدة كبيرة، حيث تحدث عملية الهضم في 10 جيوب أو طيات على مستوى المعدة، والتي هي في الأساس عبارة عن أعور، تكاد لا تمتد إلى الأذرع عكس نجم البحر. بخلاف كائنات أخرى، فإن نجوم البحر الهشة لا تتوفر على فتحة إخراج (الشرج)، لذلك فإنها تستخدم فمها للتخلص من الفضلات.

### الجهاز العصبي
يتكون الجهاز العصبي لنجم البحر الهش أساسا من حلقة أعصاب حول مريء الكائن متصلة بأعصاب شعاعیة في كل ذراع. لاتمتلك معظم أنواع نجم البحر الهش عيونا ولا أجهزة أخرى متخصصة. مع ذلك، تمتلك عدة أنواع من النهايات العصبية الحساسة على مستوى بشرتها، تمكنها من استشعار المواد الكيميائية في المياه بلمسة واحدة، بل وتمكنها أيضا من استشعار وجود وجود الضوء أو عدمه. علاوة على ذلك، فقد تستشعر أقدامها الأنبوبية الروائح. توجد كل هذه الأشياء بشكل خاص في أطراف أذرعها، الشئ الذي يمكنها من تحسس الضوء والتراجع إلى الشقوق.

### الجهاز الوعائي
تحتوي شبكة الجهاز الوعائي للكائن على سائل شبيه بمياه البحر، يحوي بعض الكريات الأميبية، وتتواصل مع البيئة الخارجية بواسطة مسام صغيرة تقع بالقرب من قاعدة الأذرع تدعى باسم الشقوق الجرابية، تفتح على الشقوق الخيشومية،  أين تتوجد كذلك الغدد التناسلية.

### الحجم والألوان
على الرغم من أن معظم نجوم البحر الهشة تتميز بألوان شبيهة بالرمل أو غامقة، فقد يكون بعضها ملونا جدا، بصفة خاصة عند أجناس كالأوفيوديرما (Ophioderma)، أو الأفيوليبس (Ophiolepis)، أو الأوفيوثريكس (Ophiothrix)، أو حتى الأوفيومازا (Ophiomaza). في المقابل تتميز أنواع مثل الأمفيفوليس سكواماتا (Amphipholis squamata) بتألق حيوي.
فيما يخص الحجم، فالغورغونوسيفالي هي بالتأكيد أكبر النجوم الهشة، حيث يمكن أن يصل طول قطرها الواحد متر. الأوفيوبساموس ماكولاتا من جهتها قد يتجاوز قطرها 20 سم، فيما قد يتجاوز عرض الأوفيوأراشنا أنكراساستا 50 سم، بما فيها الأذرع. في المقابل يحتفظ الأستروشلاميس سول، وهو نوع من القطب الجنوبي بالرقم القياسي لعدد الأذرع، يتراوح بين 10 و11 دراعا.

## الموئل والتوزيع الجغرافي

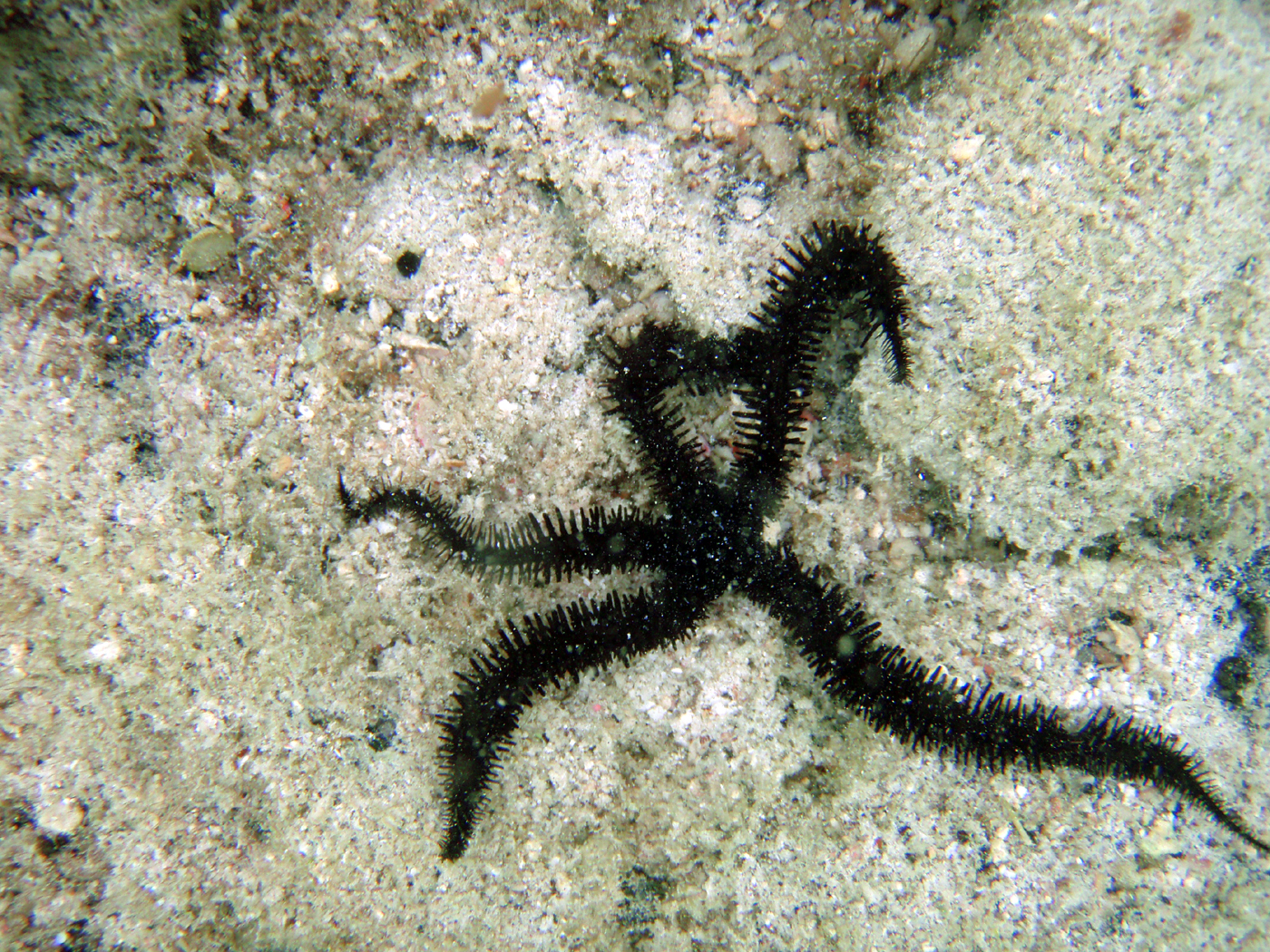
نجم بحر هش في كونا، هاواي.

بدأت نجوم البحر الهشة بالتفرع منذ أوائل العصر الأوردوفيشي، قبل حوالي 500 مليون سنة. منذ ذلك الحين وإلى غاية اليوم يمكن العثور على هذه الكائنات اليوم في جميع المحافظات البحرية الرئيسية، انطلاقا من القطبين وصولا إلى المناطق الاستوائية.
نجوم البحر الهشة كلها كائنات بحرية، تعيش في القاع وتزحف من الساحل وصولا إلى الأعماق الكبيرة، أين يمكن إيجادها متنوعة وبوفرة. من المعروف جدا أن هذه الكائنات هي أكثر شوكيات الجلد عمومية، وأكثرها تنوعا ووفرة، حيث يمكنها استوطان جميع أنواع الموائل البحرية تقريبا: تم العثور عليها مدفونة في الرواسب الناعمة، ومنزلقة بين الصخور، بين الشعاب المرجانية، في الإسفنج، وعلى الحيوانات الكبيرة، تحت الجليد القطبي، وفي الفوهات الحرارية المائية، بل وحتى على الحطام الطافي.
هناك حوالي 300 نوع تابع للشعاب المرجانية الاستوائية في حوض المحيط الهادي والهندي. نجوم البحر الهشة هي أيضا أكثر شوكيات الجلد تسامحا مع ظروف التلوث أو المياه المالحة، حيث يمكن لبعض الأنواع مثل الأمفيفوليس سكواماتا البقاء على قيد الحياة في مياه أقل ملوحة بست مرات من مياه البحر، وبالتالي يمكنها أيضا العيش في مصبات الأنهار. كما يمكن إيجادها بوفرة في أعماق البحار، حيث تم العثور عليها حتى عمق يفوق ال 8000 متر: تم العثور على نوع الباثيليفتا باسيفيكا مثلا على عمق يقارب 8006 متر، فيما تم العثور على البيرلوفيورا بروفونديسيما على عمق 8015 متر. عموما، يمكن إيجاد هذه الكائنات في جميع البحار، لكن ذروة التنوع توجد أساسا في حوض أوقيانوسيا الاستوائي الذي يضم أكثر من 831 نوعا منها.
يمكن لنجوم البحر الهشة بفضل صلابة وسريتها الانتقال بسهولة عن غير قصد، متخفية أو في حالة يرقات بسبب الأنشطة البشرية، مما يسمح لبعض الأنواع بالسيطرة على موائل جديدة. كنتيجة لذلك يتم حاليا الإبلاغ عن بعض الأنواع، على غرار الأوفياكتيس سافغنيي في جميع بحار العالم تقريبا، نتيجة لانقالها عن غير قصد في حمولة صابورة السفن  أو مخفية عن قصد من قبل هوات تربية أسماك الزينة.

## انظرأيضا
- نجم البحر